# Archie Greene und die Bibliothek der Magie
Archie Greene und die Bibliothek der Magie (englischer Originaltitel: Archie Greene and the Magicians’s Secret) ist ein Fantasyroman für Kinder und Jugendliche von D. D. Everest. Die englische Originalausgabe ist 2014 erschienen, die deutschsprachige Übersetzung von Nadine Mannchen erschien im Loewe Verlag im Jahr 2015.
Es ist der erste Band einer Trilogie:
- Band 1: Archie Greene und die Bibliothek der Magie. (dt. Erstausgabe: Loewe Verlag 2015)
- Band 2: Archie Greene und der Fluch der Zaubertinte. (dt. Erstausgabe: Loewe Verlag 2016)
- Band 3: Archie Greene und das Buch der Nacht. (dt. Erstausgabe: Loewe Verlag 2017)

## Handlung
Das Buch handelt von Archie Greene, einem Jungen, der in Südengland wohnt. Zu seinem 13. Geburtstag bekommt er ein Paket, in dem ein Buch liegt. Dass das Buch schwarze Magie enthält, weiß Archie noch nicht. Nachdem er das Buch in einem Geschäft mit dem Namen „Bücherhafen“ abgegeben hat und seine bisher nicht gekannten Verwandten kennengelernt hat, erfährt Archie etwas sehr Außergewöhnliches. Bramble und Thistle, seine Cousine und sein Cousin, erzählen ihm von der Magie der Fabelwesen und von noch mehr Magischem. Als Bramble und Archie am nächsten Tag in das Museum für Magiekunde gehen, spüren sie deutlich, dass im Museum etwas ungewöhnlich ist. Ein paar Tage später erfahren sie, dass Archies Buch eines der sogenannten bestialischen Bände war und schwarze Magie enthält. Am Ende des Buches wird klar, dass von Herring, einer der Museumsältesten, ein Dieb ist und Arthur Ripley dabei behilflich war, den Gärwolf freizulassen. Man hatte angenommen, dass Arthur tot war und damals im Großen Feuer umgekommen war. Das Buch, das Archie gehörte, war „Das Buch der Seelen“, das von dem bösen Magier Barzak verfasst worden war. Archie schafft mit der Hilfe des kleinen Büchleins der Segensprüche, das Archie seine Magie gab, seine Widersacher Arthur Ripley, von Herring und Barzak den Magier, der aus dem Buch der Seelen gestiegen war, zu besiegen.